# Hollandita
A hollandita é um mineral da classe dos minerais óxidos, e dentro desta pertence ao chamado "grupo da criptomelana". Foi descoberta em 1906 numa mina do distrito de Jhabua (Índia), sendo nomeada em honra de T.H. Holland, director de explorações geológicas na Índia.

## Características químicas
Quimicamente é um óxido múltiplo de manganês e outros metais e álcalis, de fórmula muito parecida e difícil de distinguir da romanèchita; como outros minerais do grupo da criptomelana são todos óxidos de metal de manganês tetragonales ou monoclínicos. Nos lugares onde abundam minerais de chumbo pode o levar como impureza.

## Formação e  jazidas

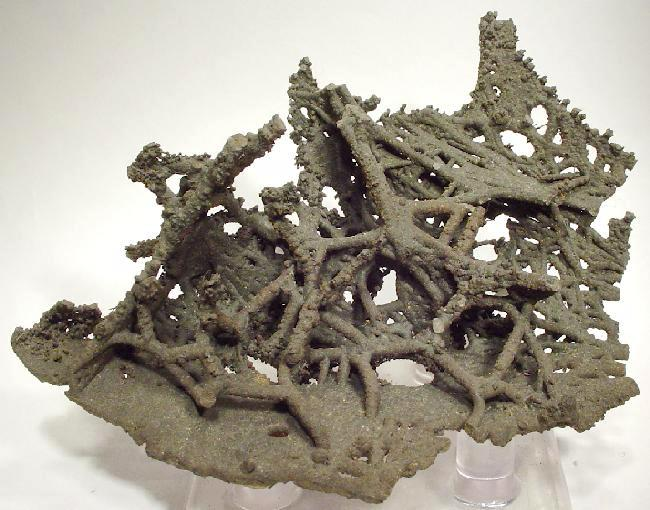
Exemplar de hollandite proveniente de Bisbee, distrito Warren, Mule Mountains, Cochise County, Arizona, EUA. Estrutura detalhada e estética, com etiqueta de tecido na base, da coleção Richard Hauck. Medidas: 7,8 × 6,0 × 5,6 cm. Fotografia de Robert M. Lavinsky, licenciada sob CC BY-SA 3.0, anterior a março de 2010.

É um mineral de formação primária nas zonas de metamorfismo de contacto das jazidas de manganês.
Também pode ser um mineral secundário que aparece como produto da alteração à intemperie de minerais primários de metal de manganês.
Costuma encontrar-se associado a outros minerais como: bixbyíta, braunita, piemontita e outros óxidos de manganês.

## Galeria

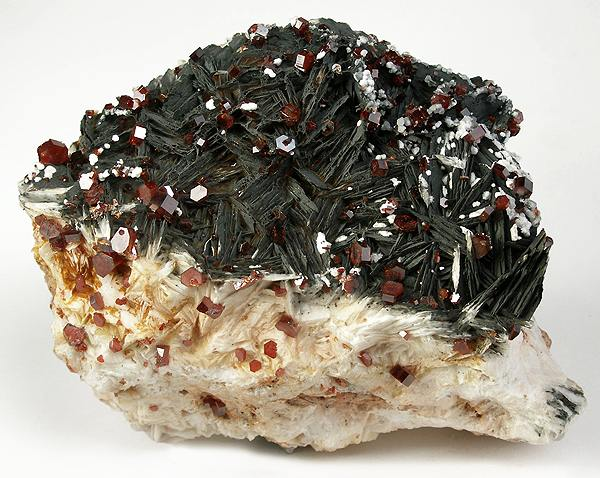
Hollandite brilhante
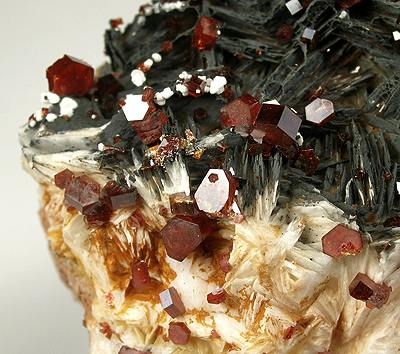
Detalhe de hollandite brilhante
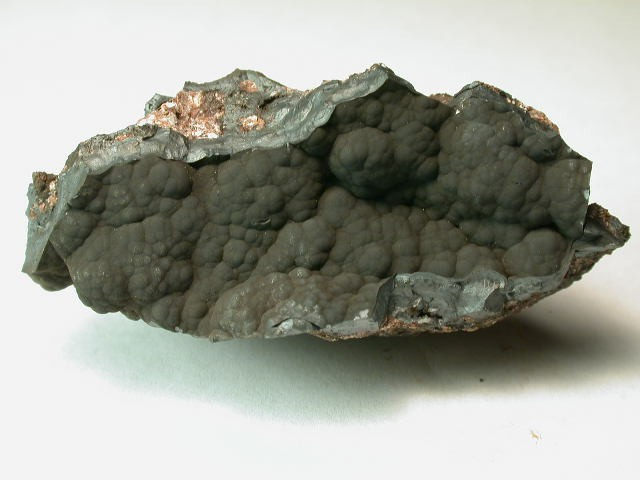
Hollandite
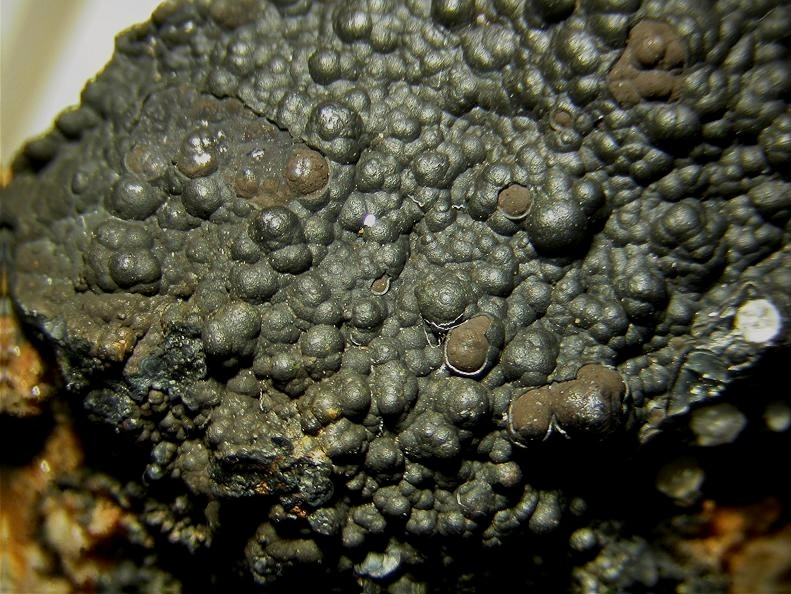
Hollandite
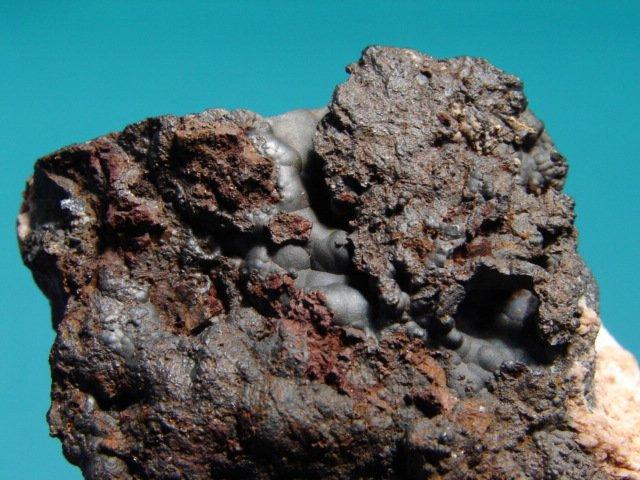
Hollandite
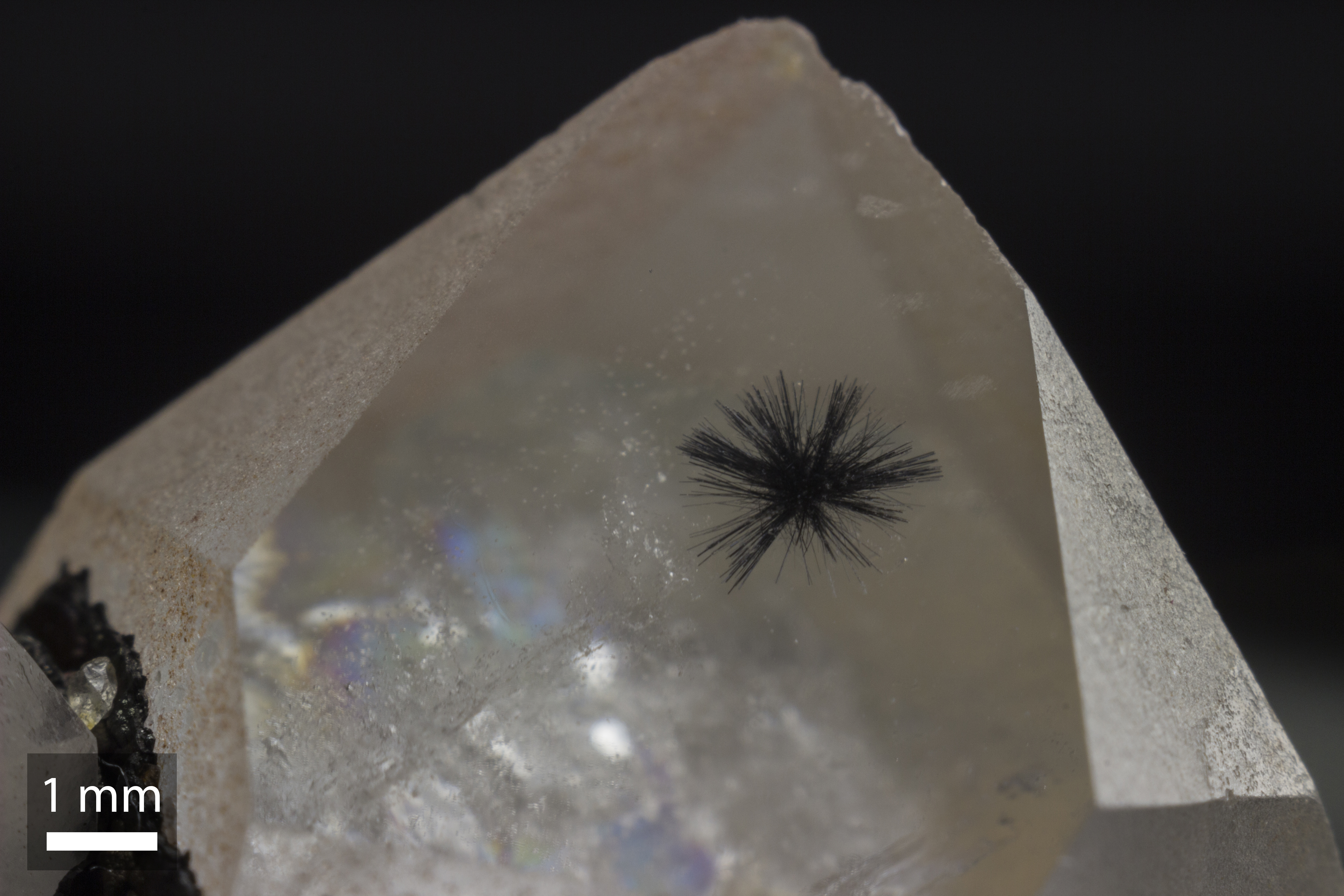
Hollandite in quartz

## Usos
Por seu alto conteúdo em manganês é extraída das minas como mena deste metal.